# Dikson
Dikson est une commune urbaine du kraï de Krasnoïarsk, en Russie. Sa population s'élevait à 674 habitants en 2013. Elle est également la localité la plus septentrionale de la fédération de Russie.

## Géographie
Elle est située au bord de la mer de Kara, à 2 025 km au nord de Krasnoïarsk et à 2 733 km au nord-est de Moscou.
Son territoire englobe outre l'île Dikson, baignée par la mer de Kara, la partie du continent qui lui fait face. Dikson est situé à 73° 30′ 28″ de latitude nord. Il s'agit du port le plus septentrional de Russie et d'une des implantations humaines les plus au nord au monde (voir la liste des lieux habités les plus au nord du monde). Le jour polaire y débute le 5 mai et s'y termine le 10 août. Durant la nuit polaire, entre le 8 décembre et le 5 janvier, l'obscurité est totale. On n'y observe pas la moindre lueur crépusculaire à l'horizon.

### Climat
| Mois                                  | jan.       | fév.       | mars       | avril    | mai        | juin       | jui.      | août      | sep.      | oct.       | nov.       | déc.       | année      |
| ------------------------------------- | ---------- | ---------- | ---------- | -------- | ---------- | ---------- | --------- | --------- | --------- | ---------- | ---------- | ---------- | ---------- |
| Température minimale moyenne (°C)     | −27,3      | −27,5      | −24        | −18,5    | −9,2       | −0,5       | 3,6       | 4,2       | 1         | −8,6       | −19,6      | −24,9      | −12,6      |
| Température moyenne (°C)              | −24        | −24,1      | −20,6      | −15,2    | −7         | 1,1        | 5,7       | 6         | 2,4       | −6,4       | −16,4      | −21,8      | −10        |
| Température maximale moyenne (°C)     | −20,5      | −20,5      | −16,8      | −11,5    | −4,6       | 3,2        | 8,6       | 8,3       | 4         | −4,3       | −13,1      | −18,6      | −7,1       |
| Record de froid (°C) date du record   | −46,2 1953 | −48,1 1979 | −45,3 2007 | −38 1963 | −28,8 1964 | −17,3 1964 | −3,4 1966 | −3,6 1974 | −12 1958  | −31,3 1992 | −42,8 1964 | −46,6 1978 | −48,1 1979 |
| Record de chaleur (°C) date du record | −0,3 2012  | −0,6 2012  | −0,2 1995  | 3,6 2016 | 11,1 2020  | 22,2 1943  | 26,8 1965 | 26,9 1945 | 18,2 2016 | 8,2 2009   | 1,9 1956   | 0,3 1938   | 26,9 1945  |
| Ensoleillement (h)                    | 0          | 24         | 128        | 238      | 188        | 140        | 224       | 138       | 61        | 27         | 2          | 0          | 1 170      |
| Précipitations (mm)                   | 28         | 28         | 26         | 22       | 24         | 27         | 33        | 40        | 43        | 38         | 29         | 29         | 367        |
| dont neige (cm)                       | 21         | 21         | 24         | 28       | 32         | 15         | 0         | 0         | 1         | 9          | 18         | 21         | 190        |
| Nombre de jours avec précipitations   | 0          | 0          | 0          | 1        | 2          | 13         | 20        | 21        | 17        | 5          | 0,2        | 0          | 79         |
| Humidité relative (%)                 | 84         | 83         | 84         | 84       | 87         | 90         | 89        | 89        | 88        | 87         | 86         | 84         | 86         |
| Nombre de jours avec neige            | 21         | 19         | 19         | 19       | 24         | 16         | 4         | 3         | 15        | 27         | 23         | 20         | 210        |
| Nombre de jours d'orage               | 0          | 0          | 0          | 0        | 0          | 0,2        | 0,3       | 0,2       | 0,1       | 0,03       | 0          | 0          | 1          |
| Nombre de jours avec brouillard       | 0,2        | 0,2        | 0,4        | 2        | 4          | 12         | 18        | 12        | 8         | 4          | 1          | 0,4        | 62         |

| Diagramme climatique                                  |              |            |              |            |           |          |          |      |            |              |              |
| J                                                     | F            | M          | A            | M          | J         | J        | A        | S    | O          | N            | D            |
| −20,5−27,328                                          | −20,5−27,528 | −16,8−2426 | −11,5−18,522 | −4,6−9,224 | 3,2−0,527 | 8,63,633 | 8,34,240 | 4143 | −4,3−8,638 | −13,1−19,629 | −18,6−24,929 |
| Moyennes : • Temp. maxi et mini °C • Précipitation mm |              |            |              |            |           |          |          |      |            |              |              |

## Histoire
Dikson doit son nom à Oscar Dickson. Dikson fut fondé en 1915 sur l'île du même nom, la partie continentale ayant été peuplée plus tardivement.

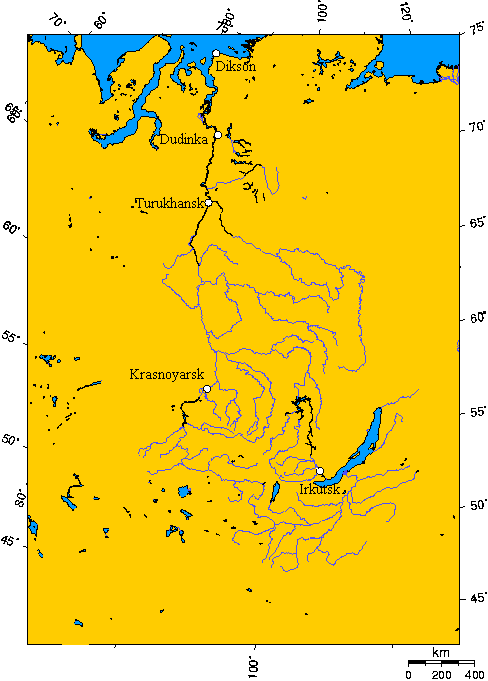
Carte montrant la position de la localité de Dikson, non loin de l'embouchure de l'Ienisseï.

Dikson attire les visiteurs en raison de sa localisation singulière, à l'extrême nord de la Russie. Mais il n'est pas facile de s'y rendre.
La localité est appelée couramment la capitale de l'Arctique. Elle doit ce surnom à une chanson populaire soviétique.

## Population
Recensements (*) ou estimations de la population
| 1959* | 1970* | 1979* | 1985  | 1989* | 2002* |
| ----- | ----- | ----- | ----- | ----- | ----- |
| 3 470 | 3 889 | 4 045 | 5 000 | 4 449 | 1 198 |

| 2004  | 2005 | 2008 | 2010* | 2012 | 2013 |
| ----- | ---- | ---- | ----- | ---- | ---- |
| 1 113 | 883  | 690  | 597   | 674  | 674  |

## Sources
- (en)/(ru) Cet article est partiellement ou en totalité issu des articles intitulés en anglais « Dikson (urban-type settlement) » (voir la liste des auteurs) et en russe « Диксон (посёлок городского типа) » (voir la liste des auteurs).